# Taira no Tadamori
Taira no Tadamori (平忠盛 (Bình Trung Thịnh) 1096-1153) là một samurai của gia tộc Taira, cha của Taira no Kiyomori, và là thành viên của Kebiishi (lực lượng cảnh sát đế quốc). Ông cũng là thống đốc các Harima, Ise, Bizen, và Tajima.
Ông củng cố ảnh hưởng của gia tộc Taira tại triều đình, và được coi là samurai đầu tiên phục vụ Thiên hoàng trực tiếp tại triều.
Là một vị quan trong triều, Tadamori tiến hành các chiến dịch, bắt đầu năm 1129, chống lại hải tặc trên bờ biển San'yōdō (Sơn Dương đạo) và Nankaidō (Nam Hải đạo) (hai trong số Gokishichidō (Ngũ kỳ Thất đạo), đơn vị hành chính lớn của Nhật Bản). Ông cũng phục vụ cho gia tộc mình trong cuộc chiến chống lại tăng binh ở Nara và Núi Hiei.
Tadamori cũng nổi tiếng về việc xây dựng Rengeō-in, một ngôi đền lớn và giờ rất nổi tiếng ở Kyoto, có kiến trúc gỗ dài nhất trên thế giới, Sanjusangen-dō (Tam thập tam gian đường). Tadamori được phong làm Thống đốc tỉnh Tajima như là phần thưởng cho việc hoàn thành dự án này.